# Device-to-device
Pour les articles homonymes, voir D2D.
Dans les réseaux cellulaires, une communication device-to-device (D2D) est une communication directe entre deux utilisateurs mobiles sans l'utilisation d'une station de base ou d'un réseau de télécommunications.
La communication D2D est généralement non transparente pour le réseau cellulaire. Elle peut se produire sur les fréquences cellulaires (c'est-à-dire dans la bande) ou sur le spectre sans licence (c'est-à-dire hors bande).
Dans un réseau cellulaire traditionnel, toutes les communications passent par la station de base même si les deux parties communicantes sont à portée de communication D2D. Cette architecture convient aux services mobiles classiques à faible débit de données tels que les appels vocaux et les messages textuels pour lesquels les utilisateurs ne sont généralement pas assez proches pour une communication D2D. Cependant, les utilisateurs mobiles dans les réseaux cellulaires actuels utilisent des services à débit de données élevé (par exemple, le partage vidéo, les jeux, les réseaux sociaux basés sur la proximité) dans lesquels ils pourraient bénéficier d'une communication D2D. Les communications D2D dans de tels scénarios pourraient augmenter considérablement l'efficacité spectrale du réseau. Les avantages des communications D2D vont au-delà de l'efficacité spectrale ; ils pourraient aussi, pour certains types de trafic, améliorer l'efficacité de la communication et l'efficacité énergétique tout en réduisant les latences,.